# پاپیون (فیلم ۲۰۱۷)
پاپیون (انگلیسی: Papillon). فیلمی در ژانر درام و زندگینامه‌ای به کارگردانی مایکل نوئر است که در سال ۲۰۱۷ منتشر شد. فیلم‌نامه پاپیون بر پایه خودزندگی‌نامه‌های آنری شاریر تحت عناوین پاپیون و بانکو، و همچنین اقتباس سینمایی ۱۹۷۳ نوشته دالتون ترامبو و لورنزو سمپل و هنرنمایی استیو مک‌کوئین و داستین هافمن نگاشته شده‌است. از بازیگران آن می‌توان به چارلی هونام، تامی فلاناگان، رامی ملک، و ایان بیتی اشاره کرد.
فیلم در مکان‌های مختلفی از اروپا از جمله در مونته‌نگرو، مالت، و به ویژه، در بلگراد، صربستان فیلم‌برداری شد.

## داستان
داستان از زمانی شروع میشود که مردی به اسم پاپیون و دوستش دگا در تلاش فرار کردن از زندان ...

## بازیگران
- چارلی هونام در نقش آنری «پاپیون» شاریر
- رامی ملک در نقش لوئیس دگا
- تامی فلاناگان
- ایو هیوسن
- مایکل سوشا
- ایان بیتی
- یوریک ون واگنینگن